# Escuela de Fráncfort

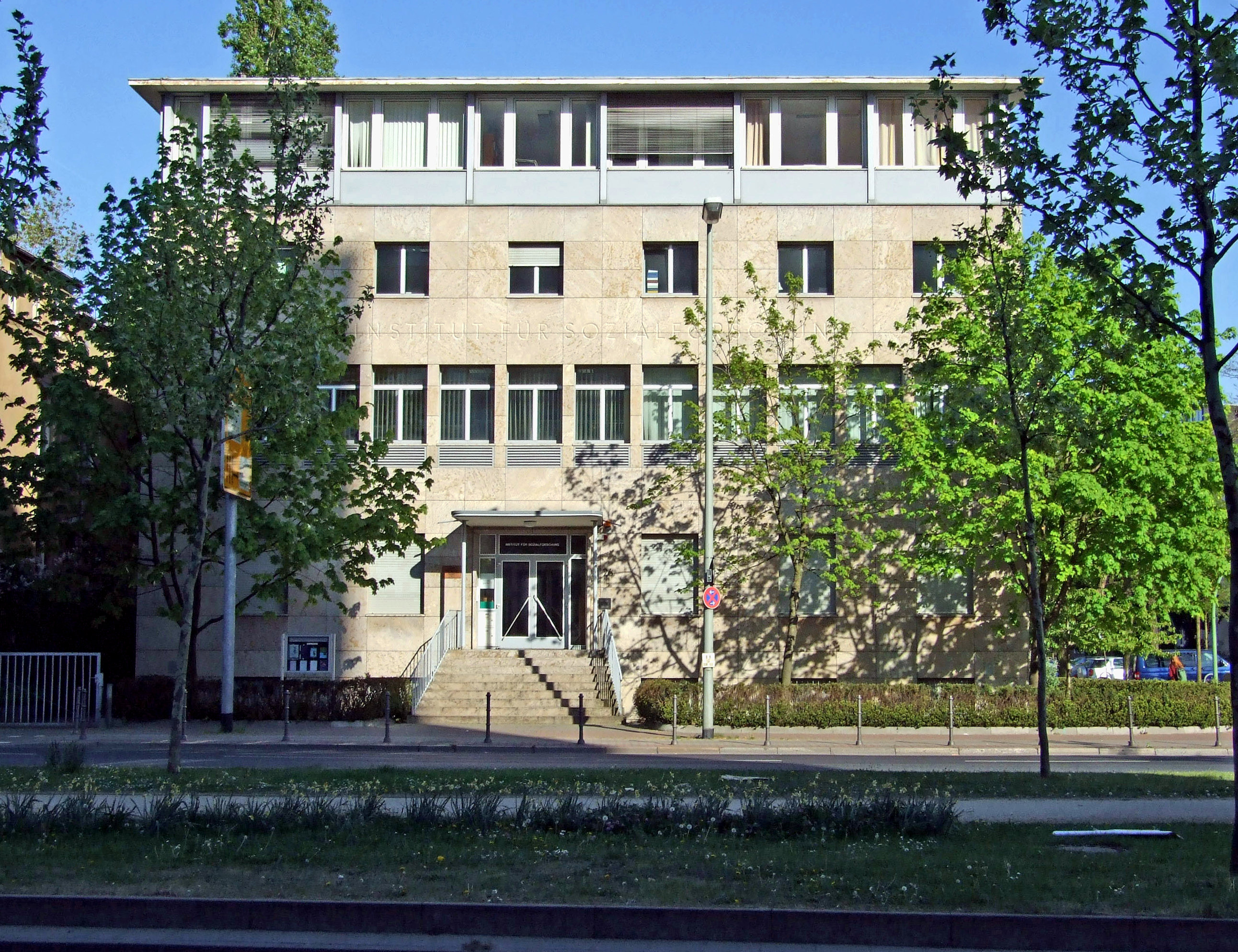
Instituto de Investigación Social de la Universidad Goethe de Fráncfort del Meno.

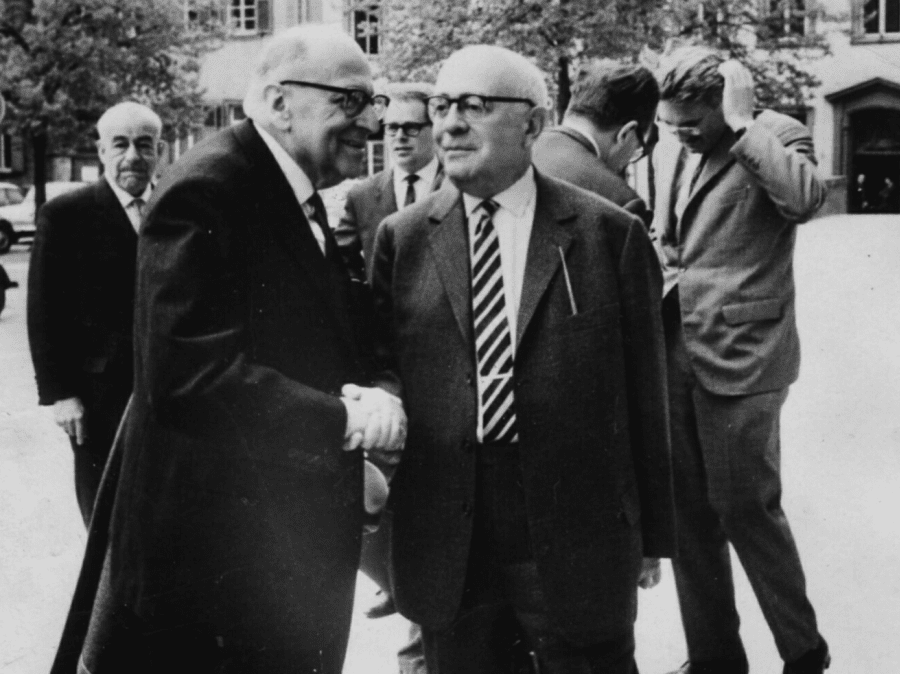
Max Horkheimer (en primer plano a la izquierda), Theodor Adorno (en primer plano a la derecha) y Jürgen Habermas (en el trasfondo, a la derecha) en Heidelberg (1964).

La escuela de Fráncfort (en alemán: Frankfurter Schule) fue una escuela alemana de teoría social y filosofía crítica asociada al Instituto de Investigación Social de la Universidad Goethe de Fráncfort del Meno, en Alemania. En el sentido más amplio del término, se conoce como el grupo de investigadores e intelectuales de dicha escuela, críticos con las políticas socioeconómicas de la década de 1930 (el capitalismo, el fascismo y el comunismo en su variante marxista-leninista) y con el empleo de la teoría social para explicar el turbulento faccionalismo político y las políticas reaccionarias que se daban en la sociedad capitalista y liberal del siglo xx. Su objetivo en términos generales fue alcanzar el desarrollo social de la sociedad y de la nación por métodos alternativos, para lo que se adhirieron fundamentalmente a las teorías de Hegel, Karl Marx y Sigmund Freud.
El núcleo de la teoría crítica de la escuela de Fráncfort es la reflexión crítica ideológica de las condiciones sociales e históricas en las que ocurre la construcción de toda teoría, y la crítica, a partir de dicha reflexión, de esas condiciones sociales. La escuela aspiraba a identificar con una teoría la totalidad de las condiciones sociales y exponer así la necesidad de cambiarlas. 
La denominación «teoría crítica» se remonta al título del ensayo programático Teoría tradicional y teoría crítica (Traditionelle und kritische Theorie), de Max Horkheimer, del año 1937. Se considera la obra principal de esta escuela la colección de ensayos Dialéctica de la Ilustración (Dialektik der Aufklärung), compilada y editada conjuntamente por Horkheimer y Theodor W. Adorno entre 1944 y 1947.

## Origen de la denominación
El nombre de «escuela de Fráncfort» se hizo popular en la década de 1960, tanto en Alemania como otros países que, de alguna manera, siguieron las discusiones teóricas y políticas que pretendían una teoría social y política crítica y de izquierdas, y, por tanto, tomaban distancia de la ortodoxia del «socialismo realmente existente» (URSS).
Sin embargo, no existió, como tal, una «escuela» única y lineal. El rótulo «escuela de Fráncfort» ha tenido dos consecuencias: 
1. Unificar bajo el mismo concepto teorías distantes e incluso contradictorias.
2. Minimizar las diferencias teóricas entre los diferentes autores.

Resultado de esto último ha sido establecer una suerte de línea ininterrumpida de progreso teórico, desde la primera formulación de la teoría crítica por Max Horkheimer, en su obra Teoría tradicional y teoría crítica de 1937, hasta Jürgen Habermas y su obra de 1981, Teoría de la acción comunicativa, donde describe el concepto de «acción comunicativa», que considera una «superación» de las concepciones anteriores. Como muestra del error contenido en esta etiqueta unificadora, basta citar que, en el año 1983, se celebraron dos congresos sobre el pensamiento y la obra de Theodor Adorno: uno en Fráncfort del Meno, auspiciado por Jürgen Habermas; y otro en Hamburgo, por el grupo reunido en torno a la revista Zeitschrift für kritische Theorie.
El énfasis del proyecto sustentado por el Instituto de Investigación Social estaba puesto en la crítica y renovación de la teoría marxista de la época, con hincapié en el desarrollo interdisciplinario y en la reflexión filosófica sobre la práctica científica. Agrupó a estudiosos de muy diferentes ámbitos y tendencias, y fue la primera institución académica de Alemania que abrazó abiertamente las ideas marxistas; debido a esto y al origen judío de muchos, la mayoría de sus miembros tuvo que exiliarse durante el régimen nazi, principalmente a Estados Unidos, regresando luego varios de ellos a Fráncfort del Meno tras la victoria aliada. Aunque el instituto continuaría activo, practicando la crítica social bajo la dirección de Axel Honneth, desde el punto de vista histórico, se considera a Jürgen Habermas el último miembro de la escuela de Fráncfort. Habermas, sin embargo, sostiene posiciones que son profundamente divergentes de las que defendía la primera generación de investigadores sociales.
Max Horkheimer se convirtió en el director del Instituto en 1930. Su órgano de publicación fue la Zeitschrift für Sozialforschung (Revista de Investigación Social), en un inicio editada en Leipzig y, posteriormente, con el auge del régimen nazi, en París. La escuela de Fráncfort reunió marxistas disidentes, críticos severos del capitalismo que creían que algunos de los denominados seguidores de las ideas de Karl Marx solo utilizaban una pequeña porción de las ideas de este, usualmente en defensa de los partidos comunistas más ortodoxos. Influidos además por el surgimiento del nazismo en una nación tecnológica, cultural y económicamente avanzada como Alemania y los fracasos de las revoluciones obreras en Europa Occidental, especialmente después de la Segunda Guerra Mundial, tomaron como tarea encontrar las partes del pensamiento marxista que pudieran servir para clarificar condiciones sociales que Marx no podía haber visto o predicho.
Con este fin, se apoyaron en la obra de otros autores para enriquecer la teoría marxista y darle un carácter más explicativo. Max Weber ejerció una notable influencia, así como Sigmund Freud, cuyas ideas fueron incorporadas especialmente por Herbert Marcuse y Erich Fromm. Este último propuso una lectura humanista del psicoanálisis, influida por Freud pero orientada hacia una crítica de la sociedad moderna basada en la alienación, el carácter social y la libertad individual.
El énfasis de la escuela en el componente crítico de la teoría se derivaba de su intento por sobrepasar los límites del positivismo, el materialismo vulgar y la fenomenología mediante un retorno a la filosofía crítica de Immanuel Kant y sus sucesores en el idealismo alemán, principalmente Georg Wilhelm Friedrich Hegel. Una influencia clave también vino de la publicación en 1930 de los Manuscritos económicos y filosóficos de 1844 o Cuadernos de París, y La ideología alemana, obras que mostraron una continuidad de ciertos temas hegelianos en la obra de Marx.

## Teorías

### Teoría crítica
Establece una crítica a la teoría tradicional y a la cultura de masas.

### Dialéctica de la negación
Sostiene que la negación de algo puede ser más importante que la afirmación positiva.

### Sociedad de consumo
Sostiene que la sociedad moderna se rige por el consumo masivo y la producción en masa.

### Personalidad autoritaria
Es una teoría que investiga las causas psicológicas detrás del autoritarismo y la fascinación por líderes fuertes.

### Teoría de la comunicación
Esta teoría se centra en el papel de los medios de comunicación en la construcción y transmisión de la ideología.

### Teoría del reconocimiento
Es una teoría que se centra en la idea de que el reconocimiento es necesario para la realización personal y social.

## Pensadores adscritos

### Fundadores y mecenas
- Mecenas: Hermann Weil y su hijo Felix Weil.
- Fundadores: Felix Weil y Friedrich Pollock.

### Teóricos notables
| Primera generación - Max Horkheimer - Theodor W. Adorno - Herbert Marcuse - Friedrich Pollock - Erich Fromm - Leo Löwenthal - Franz Leopold Neumann - Georg Rusche | Segunda generación - Jürgen Habermas - Karl-Otto Apel - Oskar Negt - Alfred Schmidt - Albrecht Wellmer - Hermann Schweppenhäuser | Tercera generación - Axel Honneth - Hartmut Rosa | Personas vinculadas - Siegfried Kracauer - Karl August Wittfogel - Alfred Sohn-Rethel - Walter Benjamin - Ernst Bloch - Hannah Arendt - Bertrand Russell - Enzo Traverso - Michel Foucault - Paul Tillich |

## Críticos notables
- Hans Albert
- Ralf Dahrendorf
- Henryk Grossmann
- Niklas Luhmann
- Georg Lukács
- Karl R. Popper
- Günter Rohrmoser
- Göran Therborn
- Christoph Türcke